# Jop van der Avert
Jop van der Avert (Bergen op Zoom, 11 mei 2000) is een Nederlands voetballer die als verdediger speelt.

## Carrière
Jop van der Avert speelde in de jeugd van MOC '17, RBC Roosendaal en NAC Breda. In 2020 vertrok hij transfervrij naar Willem II. Hij debuteerde voor Willem II op 20 september 2020, in de met 4-0 gewonnen thuiswedstrijd tegen Heracles Almelo. Hij kwam in de 85e minuut in het veld voor Jordens Peters. Na slechts een seizoen in Tilburgse dienst vertrok Van der Avert en werkte hij een stage af bij FC Dordrecht, waarvoor hij twee oefenduels speelde in de voorbereiding op het seizoen 2021/22. Dat resulteerde in een tweejarig contract bij de Schapekoppen.

### Statistieken
| Seizoen                     | Club           | Land           | Competitie     | Competitie | Competitie | Beker | Beker | Internationaal | Internationaal | Totaal | Totaal |
| Seizoen                     | Club           | Land           | Competitie     | Wed.       | Dlp.       | Wed.  | Dlp.  | Wed.           | Dlp.           | Wed.   | Dlp.   |
| --------------------------- | -------------- | -------------- | -------------- | ---------- | ---------- | ----- | ----- | -------------- | -------------- | ------ | ------ |
| 2020/21                     | Willem II      | Nederland      | Eredivisie     | 3          | 0          | 0     | 0     | ––             | ––             | 3      | 0      |
| 2021/22                     | Dordrecht      | Nederland      | Eerste divisie | 0          | 0          | 0     | 0     | ––             | ––             | 0      | 0      |
| Carrièretotaal              | Carrièretotaal | Carrièretotaal | Carrièretotaal | 3          | 0          | 0     | 0     | 0              | 0              | 3      | 0      |
| Bijgewerkt op 22 juli 2021. |                |                |                |            |            |       |       |                |                |        |        |